# Heinrich Mulert
Heinrich Mulert (* im 15. Jahrhundert in Zwolle; † 18. August 1521 in Stralsund) war Rechtsgelehrter und Hochschullehrer an der Universität Greifswald. Er war an der Anpassung des Rechtswesens im Herzogtum Pommern an die allgemeine Entwicklung im Heiligen Römischen Reich beteiligt.

## Leben
Heinrich Mulert entstammte einer alten Familie aus dem nördlichen Salland. Er besuchte Universitäten in den Niederlanden und in Frankreich und war sowohl Doktor beider Rechte als auch an der Artistenfakultät promoviert. Am 18. Juni 1500 schrieb er sich in die Matrikel der Universität Rostock ein und wurde im Wintersemester 1502/03 von der Philosophischen Fakultät zum Magister promoviert. In den Jahren 1509 und 1510 lehrte er an der Universität Rostock. Dort wurde er mit Ulrich von Hutten bekannt, welcher ihn in seinem sechsten Tetrastichon der Querelis lobpreiste. Herzog Bogislaw X. von Pommern berief ihn als fürstlichen Rat nach Stettin. 
Der Herzog entsandte ihn im Dezember 1513 an die Juristische Fakultät der Universität Greifswald, an der er am 2. Januar 1514 unter Rektor Enwald Schinkel aufgenommen wurde. Mulert war wie Petrus von Ravenna einer von mehreren ausländischer Gelehrten, die Bogislaw X. zur Reorganisation des Rechtssystems und der Verwaltung ins Land holte.
Möglicherweise beeinflusste Mulert die Berufung von Johann Luwens aus Hasselt, des Lyrikers Johannes Hadeke und von Peter und Georg Gruel in die Artistenfakultät. In den Jahren 1514, 1516 und 1520 war Heinrich Mulert Rektor der Hochschule. Von seinen Schülern waren besonders die von ihm promovierten Johannes Otto, Johann Oldendorp und Heinrich Bukow von Bedeutung, die später selbst in Greifswald lehrten.
1518 heiratete er die Witwe des Joachim Stevelin. Er starb 1521 während einer Reise in Stralsund.